# Муладжанов, Артур Фуатович
Артур Фуатович Муладжанов (15 июля 1989) — киргизский футболист, защитник клуба «Алай». Выступал за сборную Кыргызстана.

## Биография

### Клубная карьера
В высшей лиге Кыргызстана дебютировал в 2007 году в команде «Кант-77», в её составе провёл полтора сезона. Летом 2008 года перешёл в турецкий клуб «Гиресунспор».
С 2010 года в течение восьми сезонов выступал за бишкекскую «Алгу». Серебряный (2012) и бронзовый (2014, 2016) призёр чемпионата Кыргызстана. Принимал участие в матчах Кубка АФК (2016).
В начале 2018 года перешёл в ошский «Алай», с которым по итогам сезона-2018 стал серебряным призёром.

### Карьера в сборной
В составе олимпийской сборной Кыргызстана был в заявке на Азиатских играх 2010 года, но во всех матчах оставался в запасе.
В национальной сборной Кыргызстана дебютировал 19 марта 2013 года в матче против Пакистана. Принимал участие в Кубке вызова АФК 2014 года, на турнире вышел на поле в одной игре.
Всего за сборную Кыргызстана в 2013—2014 годах сыграл 10 матчей.

## Личная жизнь
Брат Артём (род. 1988) тоже был футболистом и выступал за сборную Кыргызстана.